# Cắt nhỏ châu Phi
Cắt nhỏ châu Phi (danh pháp hai phần: Falco cuvierii) là một loài chim thuộc chi Cắt trong họ Cắt. Loài này phân bố ở Angola, Bénin, Botswana, Burkina Faso, Burundi, Cameroon, Cộng hòa Trung Phi, Chad, Cộng hòa Congo, Cộng hòa Dân chủ Congo, Bờ Biển Ngà, Ethiopia, Gabon, Gambia, Ghana, Guinea, Guinea-Bissau, Kenya, Liberia, Malawi, Mali, Mozambique, Namibia, Niger, Nigeria, Rwanda, Senegal, Sierra Leone, Somalia, Nam Phi, Sudan, Swaziland, Tanzania, Togo, Uganda, Zambia, và Zimbabwe.
Nơi sinh sống của chúng là vùng ven các khu rừng và đồng rừng ẩm ướt, phổ biến nhất là trong các xavan cọ và rừng thường xanh dọc ven sông ở miền tây và phía tây Đông Phi. Nó ít phổ biến ở Trung Phi và Đông Bắc châu Phi.

## Tập tính và chế độ ăn uống
Chúng săn khi bay, chủ yếu là vào lúc bình minh và hoàng hôn. Khi không sinh sản, nó được cho là có chế độ ăn gần như hoàn toàn là côn trùng biết bay: mối cánh, châu chấu, cào cào, bọ cánh cứng và ve sầu đã được ghi nhận. Mật độ săn mồi lên đến 30 cá thể cắt nhỏ châu Phi đã được ghi nhận khi mối cánh hoặc châu chấu đang tràn ngập. Khi đang sinh sản thì nó có chế độ ăn với một tỷ lệ cao của các loài chim nhỏ như chim sâu, chim di và én có kích thước lớn cỡ như chim bồ câu được ưa chuộng.